# Bernard Pignero
 (janvier 2016).
Si vous disposez d'ouvrages ou d'articles de référence ou si vous connaissez des sites web de qualité traitant du thème abordé ici, merci de compléter l'article en donnant les références utiles à sa vérifiabilité et en les liant à la section « Notes et références ».
Bernard Pignero est un écrivain (romancier, nouvelliste et poète) français.

## Biographie
Il a obtenu le prix Marguerite-Audoux avec son roman Les Mêmes Étoiles (Gallimard, 1998).
Il écrit des articles et chroniques pour le site Reflets du temps depuis 2010.
« Après une carrière professionnelle de cadre dans le négoce sidérurgique puis l’industrie chimique, ancien magistrat consulaire", il se consacre aujourd'hui à "divers bénévolats associatifs autour du livre, de la lecture et de l’édition ».
Il a été juge au tribunal de commerce d'Alès[réf. nécessaire].

## Ouvrages
- L'Œil nu (nouvelles), Aigues-Vives, HB éd., 1998, 131 pages.
- Les Mêmes Étoiles (roman), Paris, Gallimard, collection Blanche, 1998, 143 pages. Prix Marguerite-Audoux.
- De la lumière et des pierres (poèmes en prose), avec le photographe Didier Leclerc, Montpellier, éditions Espaces 34, 2003, 77 pages.
- Bientôt nous vivrons (poèmes), Saintes, éditions de l’Atlantique, collection Phoïbos, 2009, 61 pages.
- Mélomane (roman), Montreuil-sur-Brèche, éditions des Vanneaux, 2011, 275 pages.
- Mémoires d’Airaines (récit), Inval-Boiron, éditions la Vague verte, collection Souvenance, 2011, 137 pages.
- Traduit du français (roman), Chamonix Mont-Blanc, Encretoile éditions, 2015, 173 pages.
- Embruns (roman), Chamonix Mont-Blanc, Encretoile éditions, 2015, 165 pages.

## Quelques articles critiques sur ces ouvrages
- Mélomane
- Traduit du français
- Embruns

## Entretiens
- Avec Marie Bataille, entretien paru sur le site Ecrits-vains (à l'occasion de la sortie de L'Œil nu et des Mêmes Étoiles)
- Avec Matthieu Gosztola, entretien paru sur le site La Cause littéraire (à l'occasion de la sortie d'Embruns)